# 阪口伸六
阪口 伸六（さかぐち しんろく、1956年〈昭和31年〉12月26日 - ）は、日本の政治家。元大阪府高石市長（5期）。元高石市議会議員（4期）。

## 来歴・人物
高石市出身。清風南海高等学校を経て、同志社大学経済学部に入学。卒業後、株式会社レナウンルック大阪支店に入社。退職後、1987年に高石市議会議員に立候補し、以後4期連続当選。
2003年、堺市との合併問題が争点となった高石市長選挙で、「小都市幸福論」を掲げて合併に反対し、推進派であった現職の寺田為三市長を破り、初当選する。同時に行われた住民投票でも、合併反対票が全投票数の74%を占めた。
堺市との合併を見送ったため、一時は財政再建団体に陥る恐れがあった市の財政改革を、保育所の民営化などにより進めた。
2023年まで6選を果たしており、同年4月の統一地方選挙で7選を目指すも、日本維新の会公認の新人・畑中政昭に敗れて落選した。